# Кравцов Олександр Андрійович
Кравцов Олександр Андрійович (нар. 28 серпня 1983, Чернігів) — керівник компанії Electrocars, громадський діяч, спів-організатор ініціативи «Дріжджі», один з натхненників автопробігів в рамках Євромайдану, котрі надалі оформилися в рух Автомайдан.  З 2014 року займається популяризацією електромобілів в Україні, співорганізатор міжнародних електромарафонів. 
З першого дня повномасштабного вторгнення в лавах ЗСУ. Пройшов військовий шлях від солдата до офіцера.

## Біографія
Народився в Чернігові в родині автомеханіка Андрія та продавчині Валентини.
В 1990-1997 роках навчався в 10 та 28 середніх школах Чернігова. Того ж року поступив до Чернігівського ліцею з посиленою військово-фізичною підготовкою, котрий закінчив у 2000 із золотою медаллю.
У 2006 році отримав червоний диплом зі спеціальності лазерна та оптоелектронна техніка, на фізичному факультеті Київського Національного університету ім.Тараса Шевченка.
В 2007 працював у телекомунікаційних компаніях МТС, Вега, Воля, експертом з обслуговування абонентів, CRM, маркетинговим аналітиком та керівником служби трейд-маркетингу.
З вересня 2013 приватний підприємець.

## Громадська діяльність

### Дріжджі
Олександр активіст ініціативи «Дріжджі», котра стежить за дотриманням прав українських споживачів на належне маркування та надання доступної інформації про товари та послуги. Влітку 2013-го на згадку про річницю прийняття скандального закону Колесніченка-Ківалова, в рамках руху «Дріжджі», став співорганізатором сайту «Мовний контроль», завдяки якому через онлайн-форму можна надіслати звернення до Інспекції з питань захисту прав споживачів, щодо порушення споживчого законодавства. 
Акції зі збору підписів для відновлення дошки Юрію Шевельову, забезпечення мовних прав мережею Кофе Хауз. 

### Автомайдан

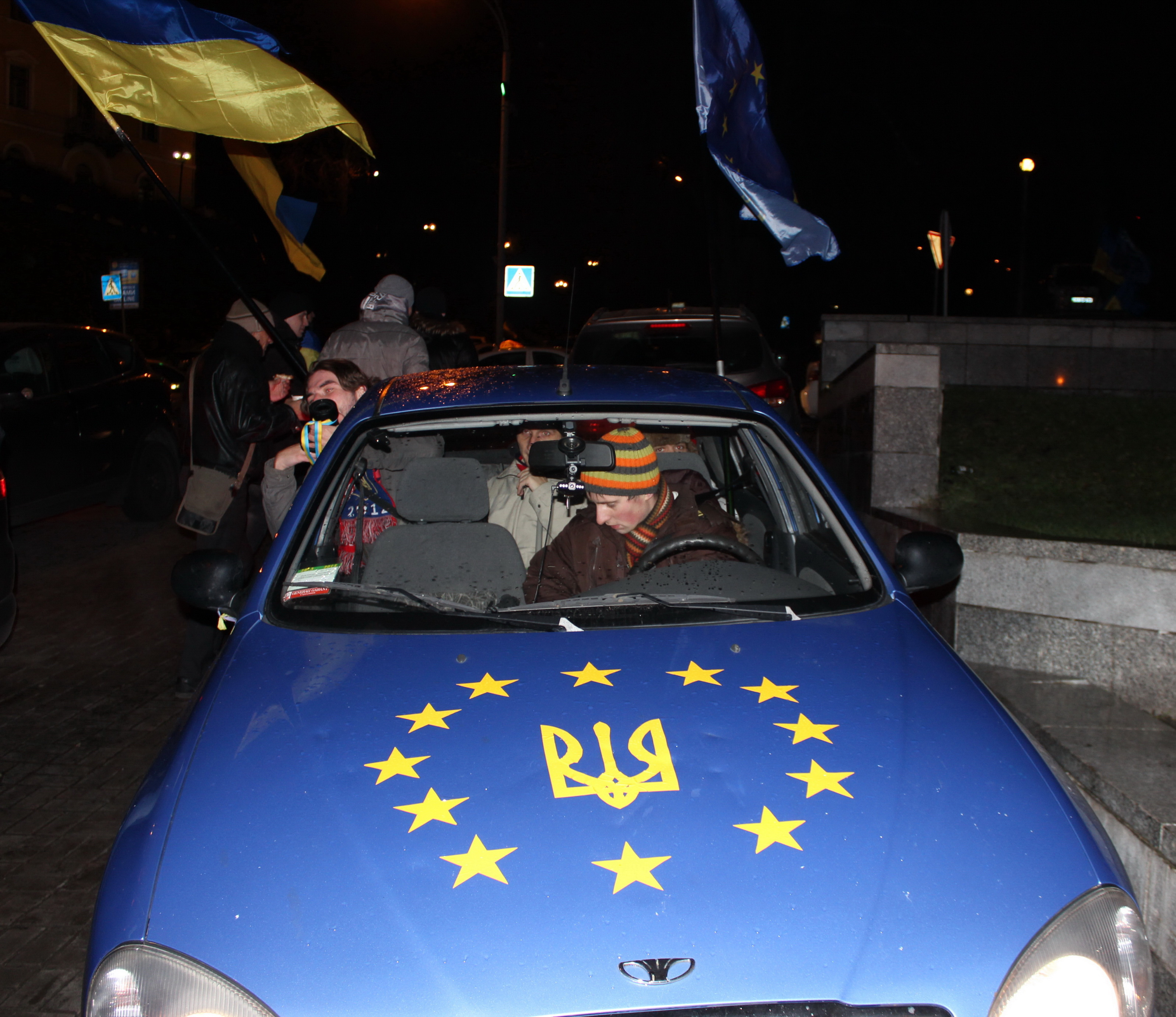
Автомобіль Кравцова. Автопробіг в рамках Євромайдану. 2013-11-27

З початком Євромайдану 27 листопада 2013 Олександр Кравцов ініціював автопробіги Києвом, його особистий автомобіль — блакитний ланос (АА1790ЕН), прикрашений євросимволікою став автосимволом Майдану.  Надалі в рамках Автомайдану Кравцов став одним з активних організаторів численних автопробігів, акцій, громадських нічних патрулювань, поїздок до Межигір'я.
У ніч на 23 січня 2014 на Кравцова та ще шістнадцятьох інших автомайданівців напали співробітники Беркуту, попередньо заманивши їх повідомленням по рації, мовляв, потрібно надати поміч пораненим на Кріпосному провулку. Міліціонери потрощили автомобілі групи, самих автомайданівців побили та затримали. Активістам натомість було висунуто звинувачення в побитті беркутівців та інкриміновано частину три статті 296 Кримінального кодексу (хуліганство, вчинене групою осіб та пов’язане з опором представникові влади). Через день 24 січня 2014 відбувся суд, побитому Олександрові разом з іншими затриманими, суд присудив попереднє утримання в СІЗО впродовж двох місяців. 
Впродовж судового процесу, утримання в СІЗО, апеляційних розглядів відбувалися численні акції проти очевидної неправомірності арештів. 5 лютого 2014 під Лук'янівським СІЗО на підтримку автомайданівців пройшов літературний марафон, в якому взяли участь зокрема Іван Андрусяк, Ірена Карпа, Дмитро Лазуткін, Світлана Поваляєва. 

## Політична діяльність
В травні 2014 безрезультатно балотувався від партії Демократичний Альянс на позачергових виборах депутатів Київської міської ради по одномандатному мажоритарному виборчому округу №40 (масив Виноградар, Подільський район).

## Електромобілі
Олександр Кравцов став керівником компанії Electrocars. Співініціатор Української асоціації учасників ринку електромобілів (Ev-Ua), організації яка популяризує електромобілі та електротранспорт в Україні.
Один з двох українських учасників автопробігу на електромобілях з Києва до Монте-Карло (Монако). 